# Helina apicicauda
Helina apicicauda este o specie de muște din genul Helina, familia Muscidae, descrisă de Xue, Wang și Tong în anul 2003. Conform Catalogue of Life specia Helina apicicauda nu are subspecii cunoscute.